# 朴泰桓
朴 泰桓（パク・テファン、日本語読み:ぼく・たいかん、박태환、Park Taehwan、1989年9月27日 - ）は、韓国の男子競泳自由形選手。韓国競泳界史上初めてオリンピックでメダルを獲得した。

## 経歴
2006年アジア競技大会では200m自由形、400m自由形、1500m自由形で金メダル、100m自由形で銀メダル、400mリレー、800mリレー、400mメドレーリレーで銅メダルと合計7個のメダルを獲得大会最優秀選手に選ばれた。
2008年の北京オリンピックの400m自由形で朴は金メダル、200m自由形で銀メダルを獲得した。メダルを獲得後、当初8月19日に帰国する予定であったが韓国政府（大韓体育会）がメダリストの一斉凱旋パレードを計画したことから足止めされた。
2012年のロンドンオリンピックの400m自由形では予選でいったんフライングで失格となったが、韓国水泳連盟の抗議が認められ、同種目の決勝に出場、300mまではリードしていたが中国の孫楊に逆転され、銀メダルを獲得した。
2013年3月、仁川市庁水泳部に入部。同年10月、仁川アジア競技大会の会場として「朴泰桓水泳場」が仁川広域市南区に開場した。

### ドーピング違反
ところが2015年1月、仁川アジア大会の直前の9月に行ったドーピングテストで11月、朴に陽性反応の結果が出ていたことが判明し、朴もその後の調査で筋肉増強効果のあるテストステロンの成分を含む注射を受けていたことが確認された。
これを受けて、朴の所属事務所は注射をした病院の担当医を傷害または業務上過失致傷容疑で検察に告訴したが 、国際水泳連盟の今後の調査の結果次第では、仁川アジア競技大会で獲得したメダルの剥奪と今後数年間の出場停止措置が採られる可能性がある。なお、処分が軽減された場合でも大韓体育会が2014年7月15日に制定した韓国代表選抜規定第1章5条6項の「体育会と競技団体から禁止薬物服用、薬物使用許可またはあおる行為により懲戒処分を受け、懲戒が満了した日から3年が経過していない者」に該当し、これに従えば2016年リオデジャネイロオリンピックへの出場はできない。
3月23日、国際水泳連盟は朴に対して1年6カ月の資格停止処分を科し、大韓体育会の職員の1人は「（例外なく3年間除名されるという韓国内の新規則が）規則通りに適用されるなら、朴は来年の五輪に参加できない」と語った。朴は27日に謝罪会見を行い、「ドーピング判定後、毎日が地獄のようでした。時間を元に戻すことができたら…と何度も考えました。」などと語り、号泣した。
2016年4月、朴は韓国国内で行われた「東亜水泳大会」で3種目に優勝し、事後的に大韓体育会の規定を変更して2016年リオデジャネイロオリンピックに出場させるべきだとの意見が韓国内であがった。韓国では過去にロンドンオリンピックのバドミントン競技において、IOCに厳罰適用をアピールする目的で選手に課した2年間の出場停止処分 を3週間で6ヶ月に短縮した だけでなく、競技1ヶ月後には6カ月の出場停止処分も解除した ケースなどがあり、大韓体育会に対し「海外にもないような厳しいルールを、大韓体育会が韓国選手に適用する必要があるのか」といった声が高まった。朴を指導する監督は、土下座をして朴に出場の機会を与えるように懇願した。
2016年5月2日、朴は仁川市庁で開かれた市長の会見に同席し、「水泳選手はプールで成績・結果を持って話さなければならないと思います」と語って突然ひざまずき、2016年リオデジャネイロオリンピック出場に対する強い意思表示をし、仁川市の市長も必要であればオンライン署名運動の実施も検討する方針を示して、大韓体育会が朴に最後のチャンスを与えること求めた。同月11日には、大韓水泳連盟が朴をリオデジャネイロオリンピックの派遣候補者リストから除外したことを発表した。
だが、7月1日にソウル東部地裁が近日中に出されるスポーツ仲裁裁判所（CAS）の決定が朴の訴えを認めるだろうとの予想に立ってCASの決定を参考意見として尊重するという論理で「（リオ五輪への出場資格があることを）臨時に定める」との判決を出した。そして同月8日、CASはドーピング違反をした選手は3年間は代表に選ばないという韓国国内の規定は行き過ぎだとする朴の主張を認めて、朴が代表に選ばれる資格があるとの判断を下した。大韓体育会がこの判決を受け入れ、朴は五輪に出場できるようになった。
こうしてリオデジャネイロオリンピックに出場した朴だったが、男子自由形400m、男子200m で予選落ちし、男子自由形1500mの予選は出場断念 という呆気ない結果に終わった。
2021年7月16日、JTBCのバラエティー番組『集まれば蹴る2』の収録中、朴が新型コロナウイルスに感染されていたことが明らかになった。

## 人物
- 京畿高等学校→檀国大学校体育教育学部
- 50m以外の全ての距離で自由形の韓国記録を持っていた[24]。

## 主な成績

### オリンピック
- 2004年アテネオリンピック
  - 400m自由形　フライングで失格
- 2008年北京オリンピック
  - 200m自由形　1分44秒85　2位
  - 400m自由形　3分41秒86　優勝
  - 1500m自由形　15分05秒55　参加35人中16位で予選敗退
- 2012年ロンドンオリンピック
  - 200m自由形　1分44秒93　2位
  - 400m自由形　3分42秒06　2位
  - 1500m自由形　14分50秒61　4位
- 2016年リオデジャネイロオリンピック
  - 200m自由形　予選敗退
  - 400m自由形　予選敗退
  - 1500m自由形　棄権

### 世界水泳選手権
- 2007年世界水泳選手権メルボルン大会
  - 200m自由形　1分46秒73　3位
  - 400m自由形　3分44秒30　優勝
- 2009年世界水泳選手権ローマ大会
  - 200m自由形　1分46秒68　準決勝敗退
  - 400m自由形　3分46秒04　予選敗退
  - 1500m自由形　15分00秒87　予選敗退
- 2011年世界水泳選手権上海大会
  - 200m自由形　1分44秒92　4位
  - 400m自由形　3分42秒04　優勝

### パンパシフィック水泳選手権
- 2006年ビクトリア大会
  - 200m自由形　1分47秒51　2位
  - 400m自由形　3分45秒72　優勝
  - 1500m自由形　15分6秒11　優勝

### アジア競技大会
- 2006年アジア競技大会（ドーハ）
  - 100m自由形　50秒02　2位
  - 200m自由形　1分47秒12　優勝
  - 400m自由形　3分48秒44　優勝
  - 1500m自由形　14分55秒03　優勝（アジア新記録（当時）・アジア人選手史上初の15分突破）※同大会MVP
- 2010年アジア競技大会（広州）
  - 100m自由形　48秒70　優勝
  - 200m自由形　1分44秒80　優勝
  - 400m自由形　3分41秒53　優勝
  - 1500m自由形　15分01秒72　2位

### その他の大会
- 2007年インターナショナル・スイム・ミート2007
  - 400m自由形　3分44秒77　優勝
  - 1500m自由形　14分58秒43　3位
- 2008年第80回東亜水泳大会
  - 200m自由形　1分46秒26
  - 400m自由形　3分43秒59

## 自己ベスト
| 泳法   | 距離  | 水路   | 記録       | 樹立日         | 大会名                                 | 備考     |
| ------ | ----- | ------ | ---------- | -------------- | -------------------------------------- | -------- |
| 自由形 | 100m  | 長水路 | 48秒70     | 2010年11月17日 | 広州アジア競技大会                     | 韓国記録 |
| 自由形 | 200m  | 長水路 | 1分44秒80  | 2010年11月14日 | 広州アジア競技大会                     | 韓国記録 |
| 自由形 | 400m  | 長水路 | 3分41秒53  | 2010年11月16日 | 広州アジア競技大会                     | 韓国記録 |
| 自由形 | 800m  | 長水路 | 7分52秒07  | 2012年5月31日  | サンタクララ国際大会                   |          |
| 自由形 | 1500m | 長水路 | 14分47秒38 | 2012年2月12日  | ニューサウスウェールズ州オープン選手権 | 韓国記録 |